# Bruno Rosetti
Pour les articles homonymes, voir Rosetti.
Bruno Rosetti, né le 5 janvier 1988 à Ravenne, est un rameur d'aviron italien. Il a représenté l'Italie aux Jeux de Tokyo 2020 où il obtient une médaille de bronze en quatre sans barreur.

## Carrière
D'abord sociétaire du club d'aviron de Ravenne en 2002, il entre par la suite au cercle d'aviron de l'Aniene à Rome.
En catégorie junior, il devient championnats du monde juniors 2005 en quatre de couple. Il terminera quatrième en espoirs lors des championnats du monde des moins de 23 ans en 2007. Un an plus tard, il obtient une médaille d'argent en aviron de mer à San Remo en quatre barré. Arrive une période de dix ans où il n'est plus sélectionné en équipe nationale.
En 2017, il intègre le huit italien où il obtient notamment une belle troisième place aux Championnats du monde d'aviron 2017 à Sarasota. Aux Championnats du monde de Plovdiv 2018, on le retrouve dans l'équipage du quatre sans barreur avec Castaldo, Lodo et Di Costanzo vice-champions du quatre sans barreur derrière l'équipage australien.
Sa quatrième place aux mondiaux 2019 (avec Di Costanzo, Castaldo et Abagnale) leur assure une participation aux jeux olympiques de 2020, repoussé d'un an à cause de la crise du Covid-19. L'équipage est deuxième des championnats d'Europe en octobre 2020 et troisième aux championnats d'Europe en avril 2021.
Présent aux jeux de Tokyo en 2021, Giuseppe Vicino et Matteo Lodo intègre l’équipage (en remplacement de Giovanni Abagnale et Di Costanzo) et ils finissent deuxième de la deuxième série s'assurant alors la finale sans passer par les repêchages ; il est cependant positif au Covid-19 et ne participera pas à la finale, remplacé par Di Costanzo ; les italiens décrochent une médaille de bronze et la médaille sera quand-même accordé à Rosetti ayant participé aux séries.